# Erzmaß
Erzmaß war ein Volumenmaß für Eisenstein. Das frühere Bergmaß galt im Nassauer Land. In anderen Bergbauregionen, beispielsweise im Harzer Gebiet, rechnete man nach Scherben.
Dem Erzmaß liegt der Nassauische Fuß mit 10 Zoll und 0,3 Meter zu Grunde.
- 1 Erzmaß = 2 Kubikwerkfuß = 54 Liter
- 30 Maß = 60 Kubikwerkfuß = 1 Fuder[1]

Im Schweizer Kanton Schaffhausen verwendete man den großen Kübel als Erzmaß.
- 1 Kübel = 12 Viertel = 180 Liter[2]